# José Galizia Tundisi
José Galizia Tundisi (Bariri, 2 de maio de 1938) é um ecólogo, limnólogo, pesquisador e professor universitário brasileiro. 
Bacharel em História Natural, pela Universidade de São Paulo (1962), mestre em Oceanografia, pela Universidade de Southampton (1966), Doutor em Ciências (1969), pela USP e Livre Docente em Ecologia (1977), pela mesma universidade. Professor da Escola de Engenharia de São Carlos (1986) e professor titular da USP (1988), fundou o Instituto Internacional de Ecologia, em São Carlos, no estado de São Paulo. 
Foi vice-Presidente da Sociedade Internacional de Limnologia Teórica e Aplicada, de 1986 a 1989. Presidiu o CNPq de 1995 a 1998.
Entre março de 1999 e dezembro de 2000, foi responsável pela criação da Secretaria Municipal de Ciência, Tecnologia e Desenvolvimento Econômico do município de São Carlos, do qual esteve secretário de janeiro 2013 a junho de 2014. Atualmente está secretário na mesma pasta.

## Sociedades científicas
Tundisi é membro da Academia Brasileira de Ciências, da Academia de Ciências do Estado de São Paulo e faz parte do staff do Ecology Institute da Alemanha. 
Membro do Comitê Científico do International Lake Environment Committe (1986-1994), do Comitê da SCOPE, Wetlands (1981 -1986) e assessor da UNU, Universidade das Nações Unidas, presidiu os XXVI e XXVII Congressos da Sociedade Internacional de Limnologia (1994 e 1995).
Foi vice-presidente da IUBS (International Union of Biological Sciences) no período 1999-2003 e vice-presidente do ICSU (International Council of Science) para o período de 1999-2003. Foi também vice-presidente do International Lake Environment Committee (ILEC), sediado no Japão.

## Pesquisas
- Produção primária do fitoplâncton em rios, reservatórios, lagos naturais e estuários.
- Ciclos biogeoquímicos em ecossistemas aquáticos.
- Interações sistema terrestre/sistema aquático.
- Recuperação de represas.
- Planejamento regional baseado em recursos hídricos.
- Integração de princípios ecológicos básicos no planejamento regional.[4]

## Trabalhos Publicados
José Galizia Tundisi publicou mais de duzentos trabalhos em revistas especializadas de 13 países, nas áreas de ecologia e limnologia, planejamento regional e oceanografia biológica.

## Condecorações e Prêmios
- Medalha Augusto Ruschi, da Academia Brasileira de Ciências (1986)
- Prêmio Moinho Santista de Ecologia (1992)
- Membro da Ordem Nacional do Mérito Científico (1992)
- Prêmio Boutros-Ghali, Japão (1995)
- Prêmio Anísio Teixeira (2001)[5]